# Maja (Aldan)
Die Maja (russisch Мая; auch Майя/Maija, jakutisch Маайа) ist ein 1053 km langer, rechter bzw. östlicher Zufluss des Aldan im Föderationskreis Ferner Osten (Russland, Asien). Sie verläuft durch die Region Chabarowsk und die Republik Sacha (Jakutien).
Der Fluss entsteht im Nordteil des Judoma-Maja-Hochlandes aus den kurzen Quellflüssen Linke Maja (Lewaja Maja; mit etwa 30 km der längere) und Rechte Maja (Prawaja Maja). Sie durchfließt zunächst in vorwiegend südwestlicher Richtung das westlich des Dschugdschurgebirges gelegene Hochland und knickt unterhalb von Nelkan nach Nordwesten ab. Später verläuft sie ab Aim eher nach Norden und kreuzt die Grenze zu Sacha (Jakutien). Schließlich mündet die Maja bei Ust-Maja in den Aldan, den größten Nebenfluss der Lena.
Das Einzugsgebiet der Maja umfasst 171.000 km². Der von Ende Oktober bis Mai zugefrorene Fluss ist auf etwa 500 km Länge von seiner Mündung flussaufwärts schiffbar. Einer seiner größten Zuflüsse ist die Judoma.